# Olomouc
Olomouc (/ˈolomou̯t͡s/ ; en allemand : Olmütz, /ˈɔlmʏt͡s/ ; en polonais : Ołomuniec, /ɔwɔˈmunjɛt͡s/ ; en dialecte local : Holomóc ou Olomóc) est une ville de l'est de la Tchéquie, chef-lieu de district et capitale régionale. Elle se trouve dans la région historique de Moravie. Sa population s'élevait à 103 063 habitants en 2025.
Avec Brno, Olomouc est l'autre centre historique, politique, religieux et universitaire de la Moravie. Elle abrite l'université Palacký et l'archevêché de Moravie. Elle est la ville principale du pays de Haná (en tchèque : Hanácko ou « Hanaquie »), qui présente une identité culturelle marquée dans le contexte tchèque.

## Géographie
Olomouc se trouve au centre-nord de la Moravie, sur les rives de la Morava, à 65 km au nord-est de Brno, à 78 km à l'ouest-sud-ouest d'Ostrava et à 209 km à l'est-sud-est de Prague.

## Histoire
Bien que la région n'ait jamais fait partie de l'Empire romain, une légende qui existe depuis la Renaissance affirme que Jules César aurait fondé la ville sous le nom de Iuliomontium (« Mont Jules ») qui serait devenu Olomutium puis Olomutz. Cela reste invérifiable, mais les fouilles archéologiques dans l'enceinte de la ville ont exhumé des fortifications. Pour les tenants de l'hypothèse romaine, c'est le travail d'une légion romaine venue de Pannonie pour combattre les Marcomans. Pour les autres, il peut s'agir d'une motte castrale remontant à Samo de Bohême. Pour les linguistes, Olomouc dériverait du vieux-tchèque holo et mauts signifiant « chauve-mont ».
Une autre hypothèse citée par Buffon affirme que le nom de la ville proviendrait du cri d'un oiseau vivant sur les berges de la Mlynsky. Ce cri ressemblerait à l'onomatopée "Olomouk" et aurait donné son nom à la cité. 
Dans l'antiquité, la ville est une des étapes de la route de l'ambre, qui relie la Baltique à l'Italie (Aquilée, Venise, Rome), par Wrocław (Vratislavie, Breslau), Olomouc (Olomuntium, Olmütz), Brno (Eburodunum, Bruna, Brünn, Brin), Bratislava (Prešporok, Prešpurk, Pressburg), Sopron, Ljubljana. Pendant le Moyen Âge, Olomouc et Brno rivalisent pour la prééminence en tant que capitale du margraviat de Moravie. Olomouc, qui reste à ce jour[Quand ?] la métropole de l'Église catholique morave, perd définitivement la suprématie politique en 1640 lorsque l'empereur Ferdinand III  choisit comme capitale Brünn, plus proche de Vienne, alors que la guerre de Trente Ans éclate et que la noblesse morave, dans sa grande majorité, embrasse la réforme protestante.
L'occupation d'Olmütz de 1642 à 1650 par les troupes protestantes suédoises, accueillies en libératrices par les protestants locaux, poussent les Habsbourg, partisans de la Contre-Réforme, à lui préférer Brünn, et l'écart économique entre les deux villes s'accentue. Reconquise par les armées impériales qui répriment les protestants, Olmütz se voit dotée de fortifications par l'impératrice Marie-Thérèse, reine de Bohême et de Hongrie.

Jusqu'en 1918, la ville de Olmütz - Olomouc fait partie de l'empire d'Autriche, puis de l'Autriche-Hongrie (Cisleithanie après le compromis de 1867), et c'est une ville autonome du district de même nom, l'un des 34 Bezirkshauptmannschaften en Moravie.

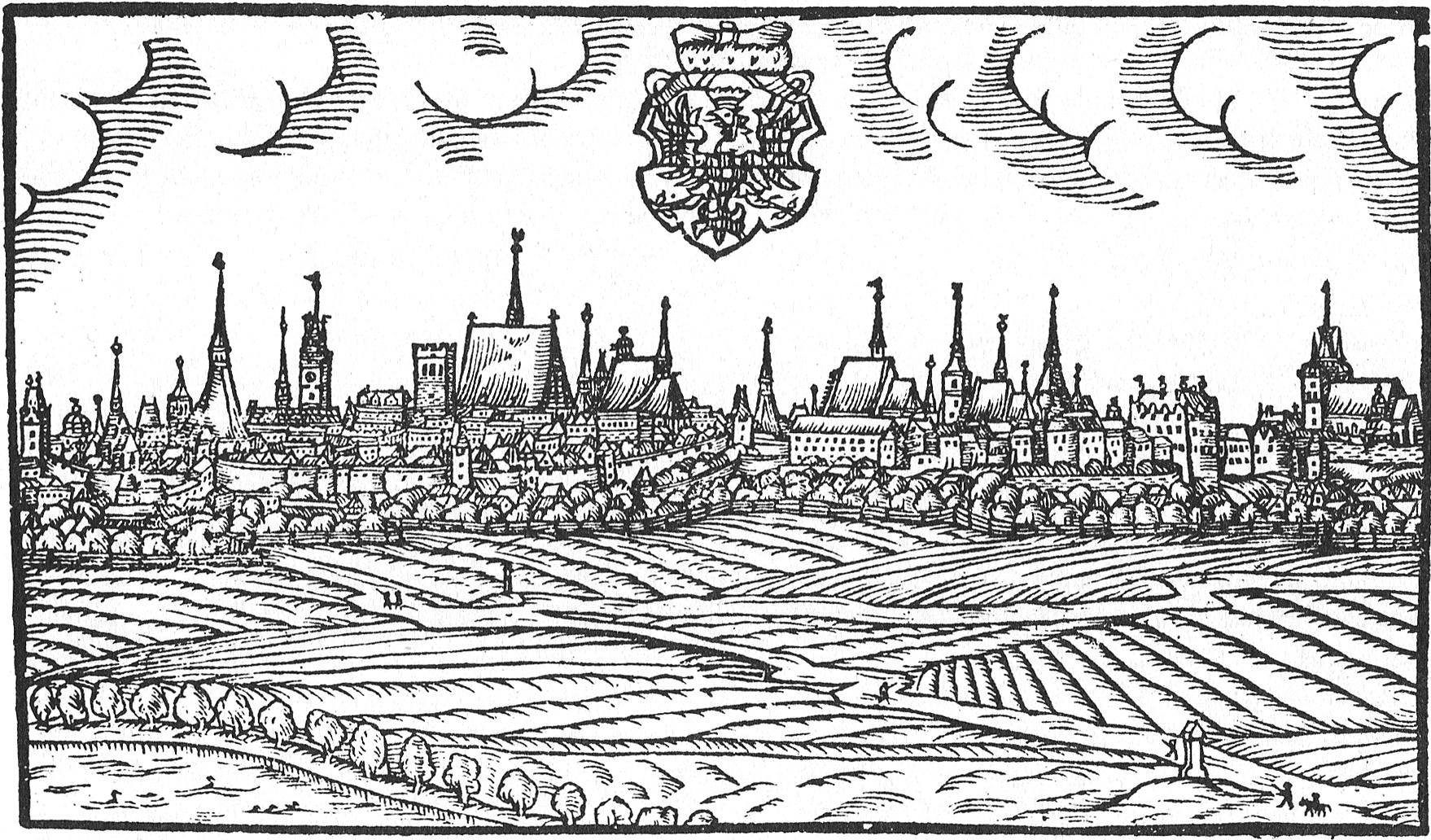
Gravure d'Olomouc en 1593.
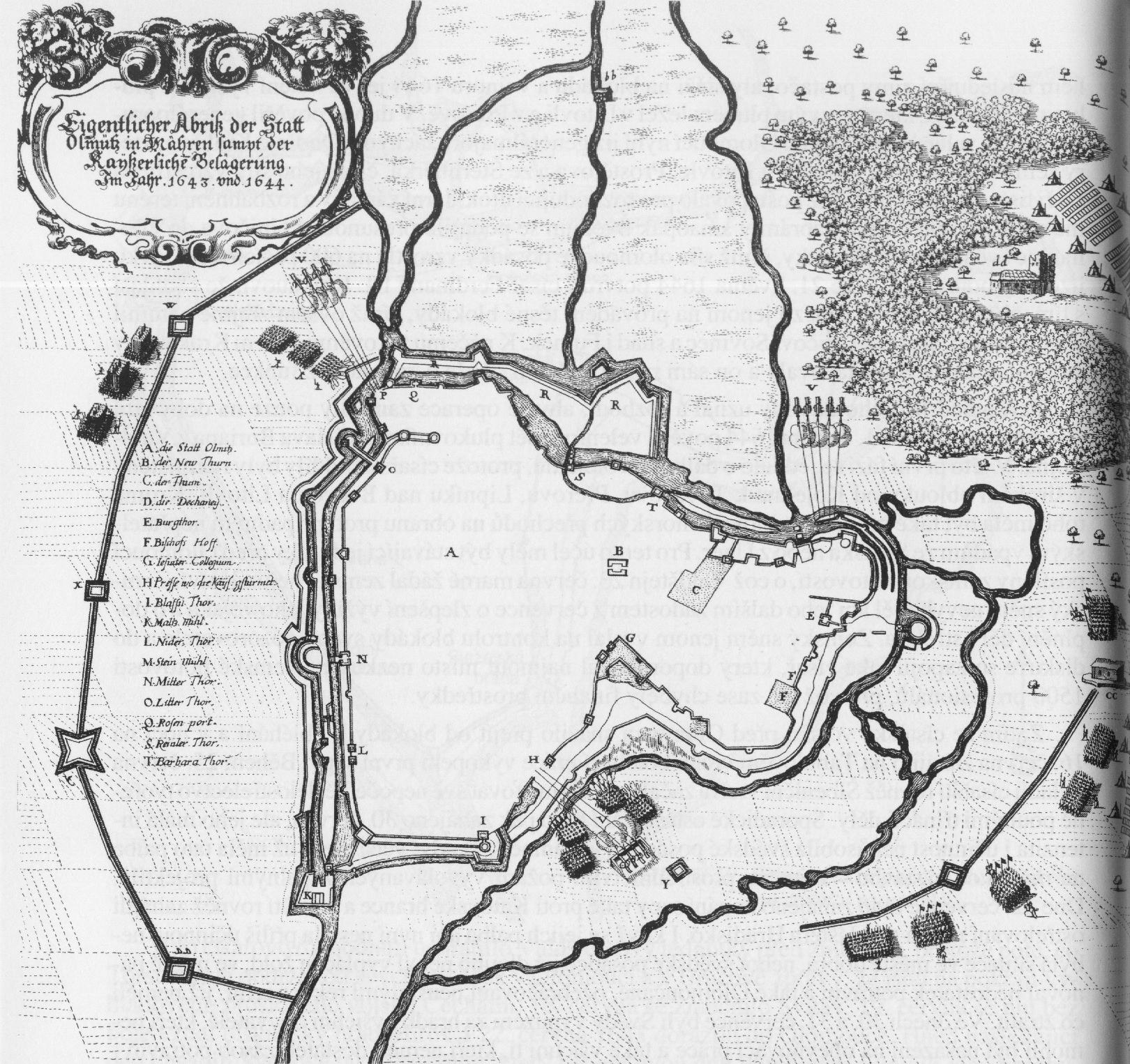
Carte des sièges d'Olomouc en 1643 et 1644.
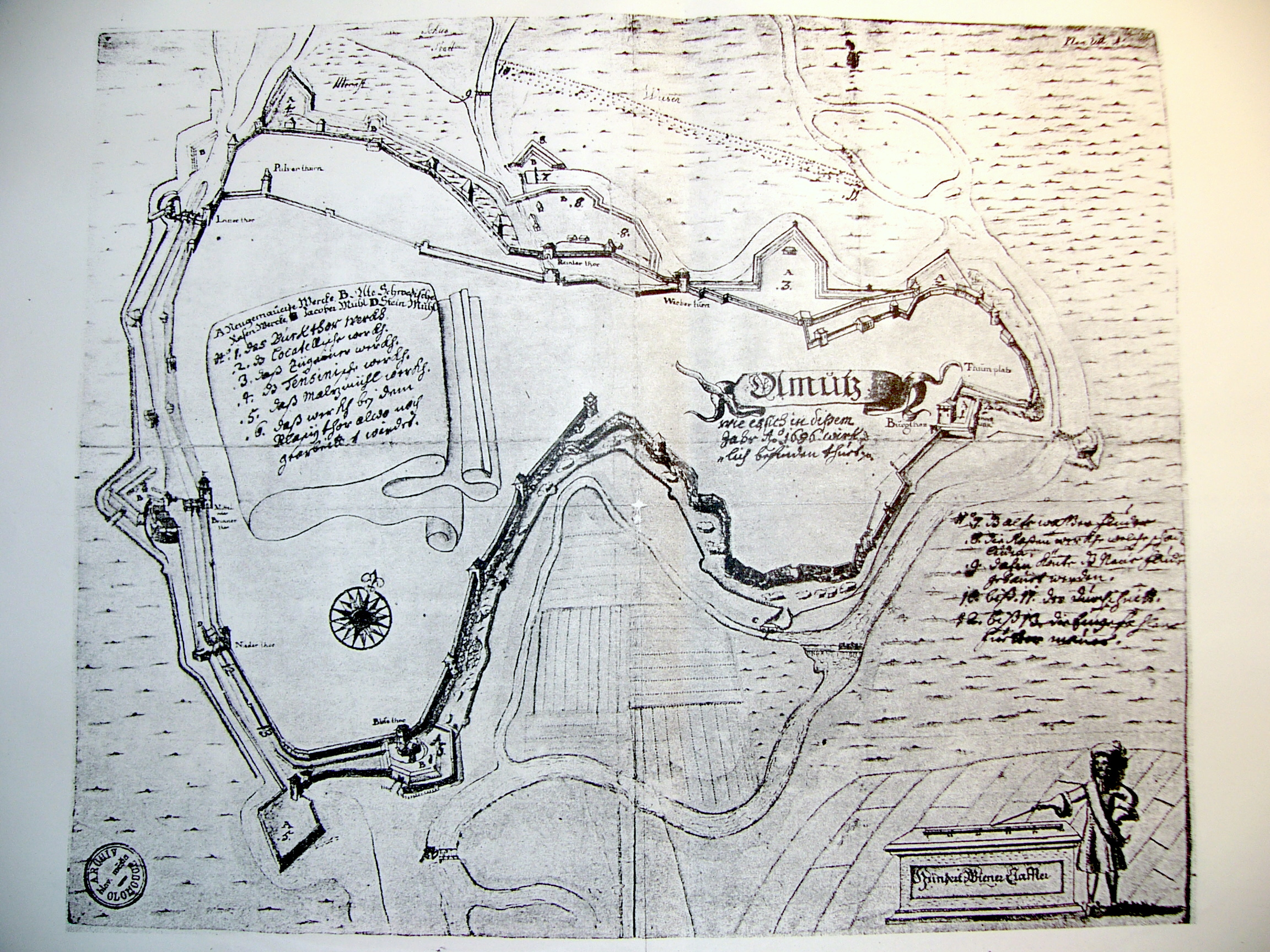
En 1686.
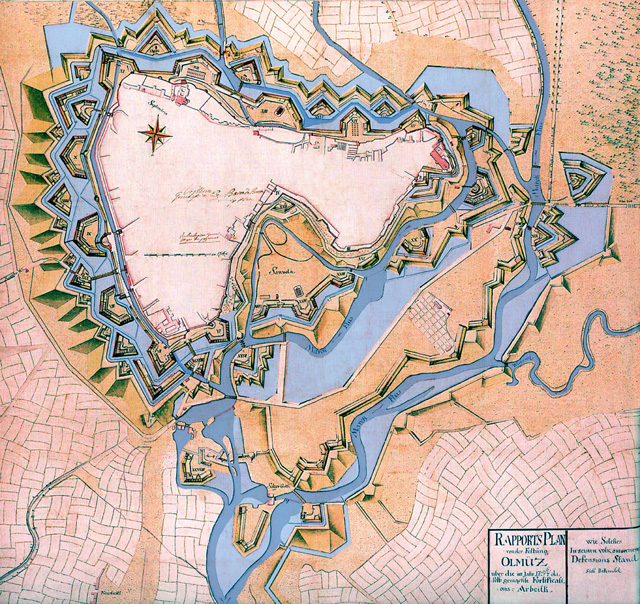
En 1757.

### LaReculade d'Olmütz

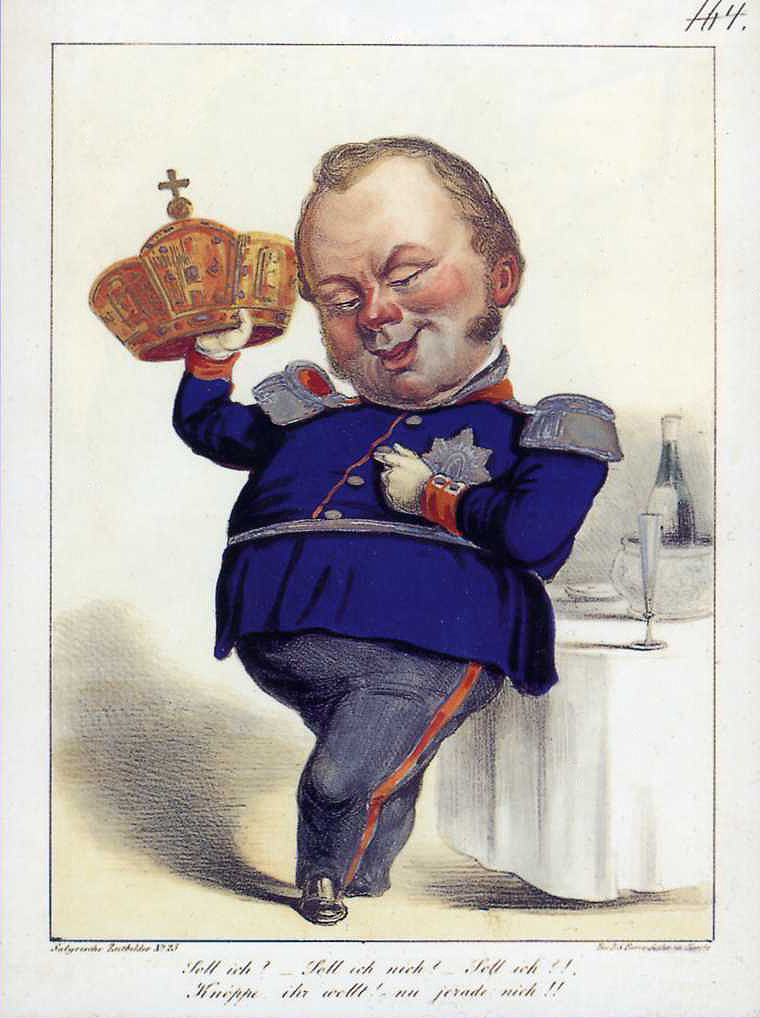
« Je dois la prendre ? ou pas ? si ?! » (caricature de Frédéric-Guillaume IV, 1848).

La cour impériale autrichienne se réfugie à Olmütz lors de l'insurrection viennoise d'octobre 1848, durant la révolution de 1848. C'est au palais d'Olmütz, le 2 décembre 1848, que l'empereur Ferdinand abdique en faveur de son neveu l'empereur François-Joseph.
Mais c'est en lien avec la « reculade d'Olmütz » que la ville est le plus souvent citée. À la conférence d'Olmütz du 29 novembre 1850, Frédéric-Guillaume IV de Prusse renonce à devenir le souverain d'un Empire allemand rénové, car il ne veut pas recevoir la couronne des députés révolutionnaires allemands qui la lui offrent, illégitimes selon sa logique aristocratique, et il se heurte au veto du nouvel empereur François-Joseph Ier d'Autriche. Le chancelier de Frédéric-Guillaume IV, le baron Otto Theodor von Manteuffel rencontre donc à Olmütz son homologue autrichien Edmond de Schwarzenberg et lui fait part de cette renonciation. Les nationalistes allemands comprennent alors que pour réaliser l'unité allemande, il faudra se passer de l'Autriche et même briser par la force son opposition, ce que Otto von Bismarck, nommé en 1862 chancelier du royaume de Prusse, réalise en 1866, après la bataille de Sadowa.

### LeXXesiècle
Dans le contexte de la renaissance tchèque et le l'austroslavisme, des tensions se font jour à Olomouc dans la seconde moitié du XIXe siècle entre les populations de langues tchèque et allemande. La population du centre-ville historique, majoritairement allemande ou germanisée et plutôt aisée s'oppose alors à celle des faubourgs, majoritairement tchèque et plus modeste, ce qui retarde la démolition des remparts et l'extension de la ville. Après l'indépendance de la Tchécoslovaquie, la communauté urbaine du « Grand Olomouc » (Velká Olomouc) est créée en 1919 en réunissant à la ville deux faubourgs et onze villages.
Privée des privilèges de la période autrichienne, la population germanophone, dans sa grande majorité, se laisse séduire par les thèses nazies et applaudit l'arrivée des troupes allemandes le 15 mars 1939 ; le conseil municipal, totalement germanisé, propose même de donner le nom d'Adolf Hitler à la place principale de la ville. L'antisémitisme se développe en son sein et la synagogue est détruite par des nazis locaux, le jour même de l'entrée de la Wehrmacht dans la ville. L'importante population juive à l'histoire millénaire est déportée et, en quatre ans, disparaît presque entièrement dans la Shoah en Bohême-Moravie.
Le patrimoine bâti est pour l'essentiel épargné par la guerre ; faute d'explosifs, seule l'horloge astronomique du XVe siècle est symboliquement détruite par les troupes allemandes en retraite. À la suite des accords de Potsdam, les germanophones qui n'avaient pas fui avec le repli de la Wehrmacht, sont chassés de la ville vers l'Allemagne. Seuls sont autorisés à rester ceux qui avaient combattu contre le nazisme aux côtés de la résistance tchèque.

### Histoire de la communauté juive
- Histoire de la communauté juive et de sa synagogue avant la Seconde Guerre mondiale

## Population
Recensements ou estimations de la population de la commune dans ses limites actuelles :
| 1869*  | 1880*  | 1890*  | 1900*  | 1910*  | 1921*  | 1930*  | 1950*  | 1961*  |
| ------ | ------ | ------ | ------ | ------ | ------ | ------ | ------ | ------ |
| 30 134 | 39 440 | 43 755 | 52 607 | 59 852 | 66 060 | 77 602 | 73 714 | 80 246 |

| 1970*  | 1980*  | 1991*   | 2001*   | 2011*   | 2015   | 2016    | 2017    | 2018    |
| ------ | ------ | ------- | ------- | ------- | ------ | ------- | ------- | ------- |
| 89 386 | 99 328 | 102 786 | 102 607 | 100 003 | 99 809 | 100 154 | 100 378 | 100 494 |

| 2019    | 2020    | 2021*   | 2022   | 2023    | 2024    | 2025    | - | - |
| ------- | ------- | ------- | ------ | ------- | ------- | ------- | - | - |
| 100 523 | 100 663 | 106 063 | 99 496 | 101 825 | 102 293 | 103 063 | - | - |

## Culture et patrimoine
Olomouc est le centre de la région ethnographique de Haná ou « Hanaquie ».
La ville d'Olomouc a pu conserver son vaste centre ancien, classé secteur sauvegardé (městská památková rezervace selon la terminologie tchèque), le second du pays en étendue après celui de Prague, qui comprend un nombre important de monuments, palais et églises. La ville haute s'est développée autour de l'ancien château des margraves de Moravie, actuel enclos de la cathédrale (Václavské náměstí), autrefois essentiellement ecclésiastique et aristocratique. La ville basse, constituée à partir de différents noyaux historiques, est aujourd'hui centrée sur deux places monumentales : Horní náměstí (place haute) et Dolní náměstí (place basse).

### Patrimoine civil
Parmi les monuments civils notables :
- Les restes du palais Zdík (Zdíkův palác), construit par et pour l'évêque Jindřich Zdík. Ce rare exemple de palais roman en Europe centrale, ensuite englobé dans le palais des Přemyslides (Přemyslovský palác), occupé ensuite par des membres de la famille royale tchèque, et finalement intégré dans le complexe archiépiscopal, jouxte la cathédrale.
- L'Hôtel de Ville (Radnice), entamé au XVe siècle, flanqué d'une chapelle gothique et d'un beffroi (de 76 m de haut) qui abrite une horloge astronomique décorée de mosaïque en style réaliste-socialiste. Cette œuvre de Karel Svolinský, détruite pendant la guerre puis restaurée en 1955, porte une mosaïque (défilé des apôtres) remplacée par le défilé de 12 corps de métiers. L'ancien mécanisme se trouve au musée de l'horloge à Šternberk[11].
- La colonne de la Sainte Trinité, érigée en 1740 à la fin d'une épidémie de peste, œuvre du sculpteur baroque morave Ondrej Zahner, inscrite depuis 2000 au patrimoine mondial par l'UNESCO.
- Nombre de palais et de résidences privées des XVIe, XVIIe et XVIIe siècles, notamment les immeubles Renaissance connus sous le nom de palais Hauenschild (Hauenschildův palác (cs)), sur la place basse, et de palais Edelmann (Edelmannův palác (cs)) sur la place haute.
- La villa Primavesi, la plus célèbre des nombreuses maisons de style « Sécession » que compte la ville, œuvre des architectes Franz von Krauss et Josef Tölk, construite en 1905-1906 pour une famille de banquiers locaux, futurs commanditaires de leur maison de Vienne à Josef Hoffmann.

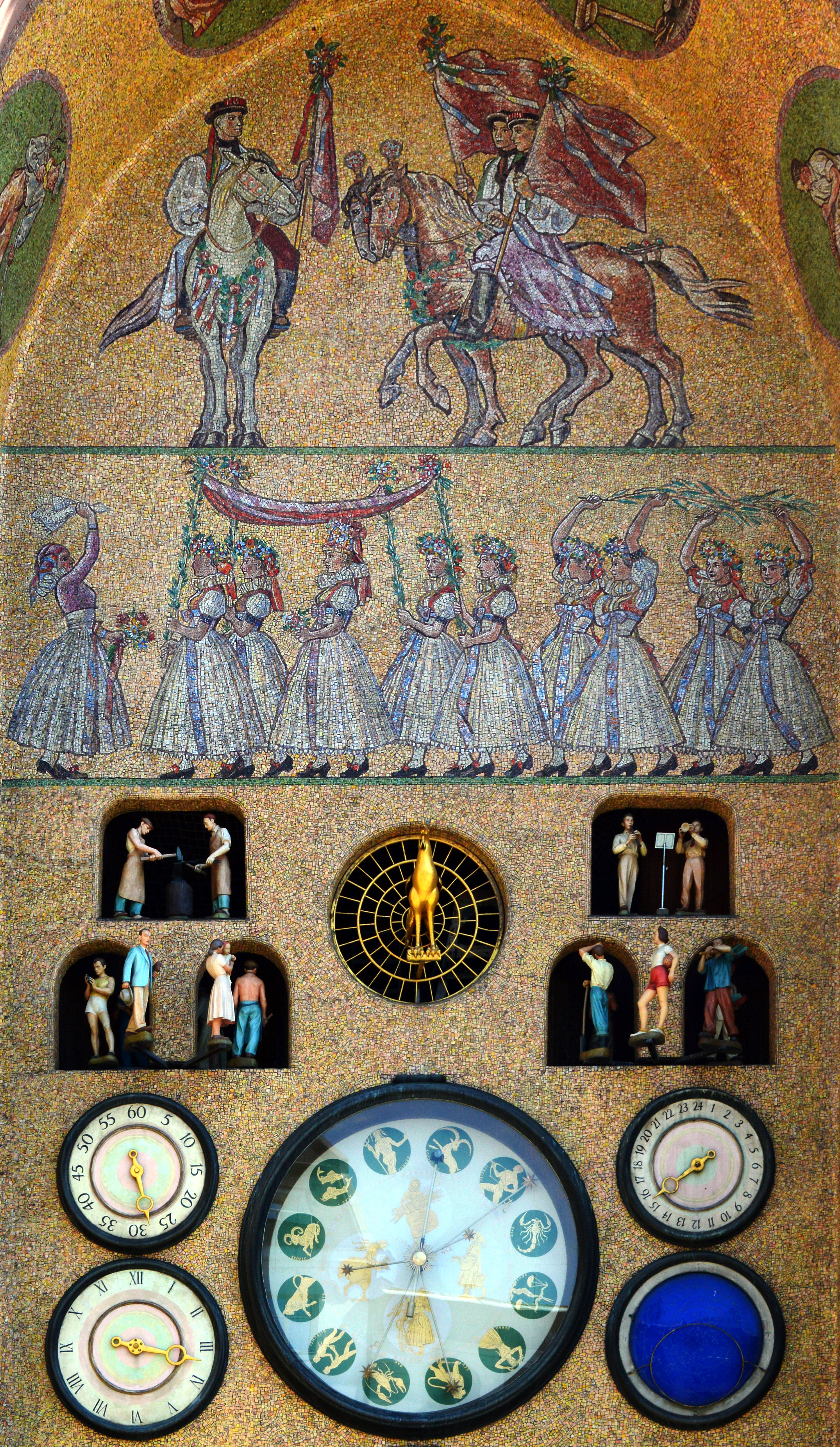
L'horloge astronomique de l'Hôtel de Ville.
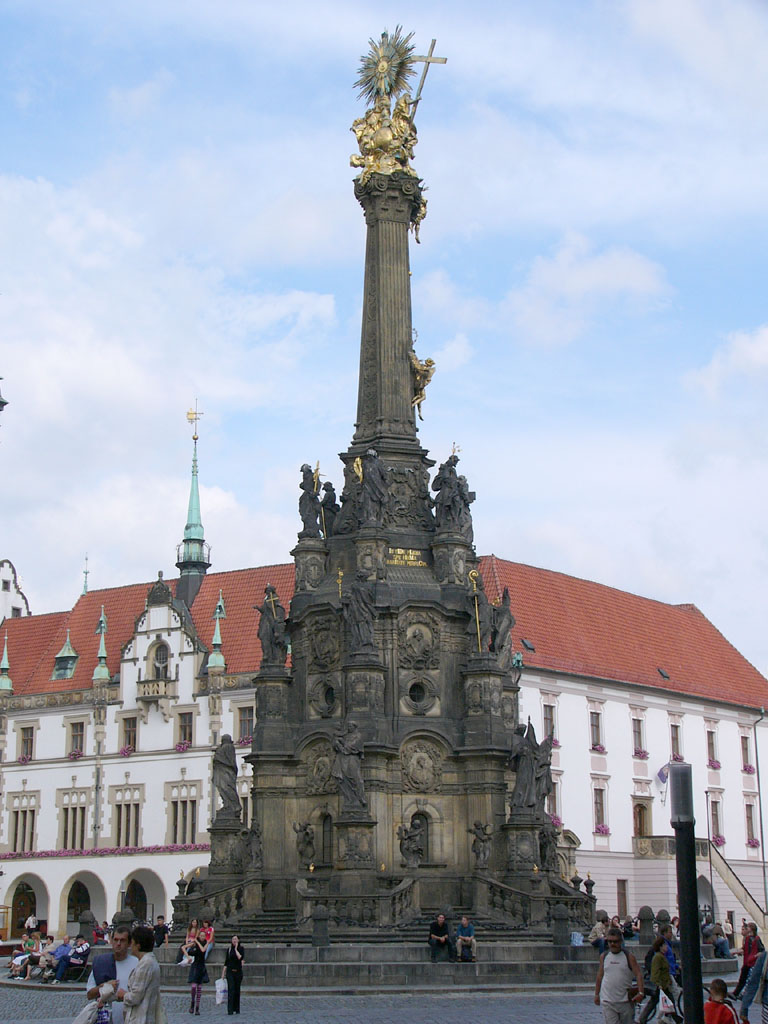
La colonne de la Trinité.
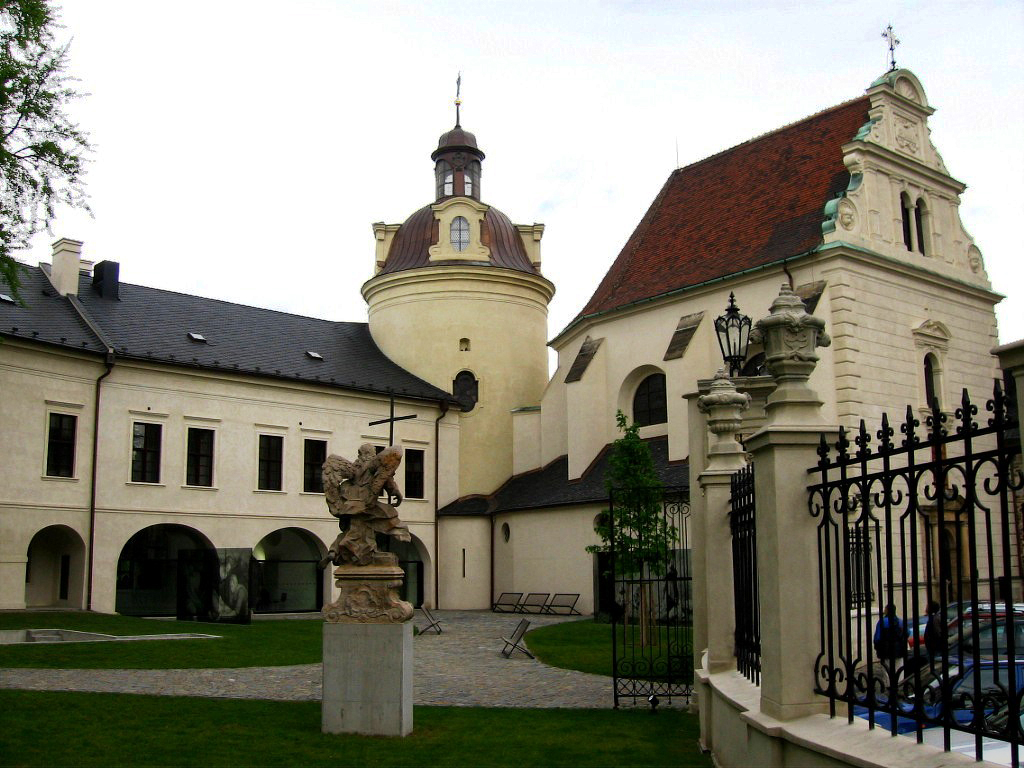
Musée de l'Archidiocèse.
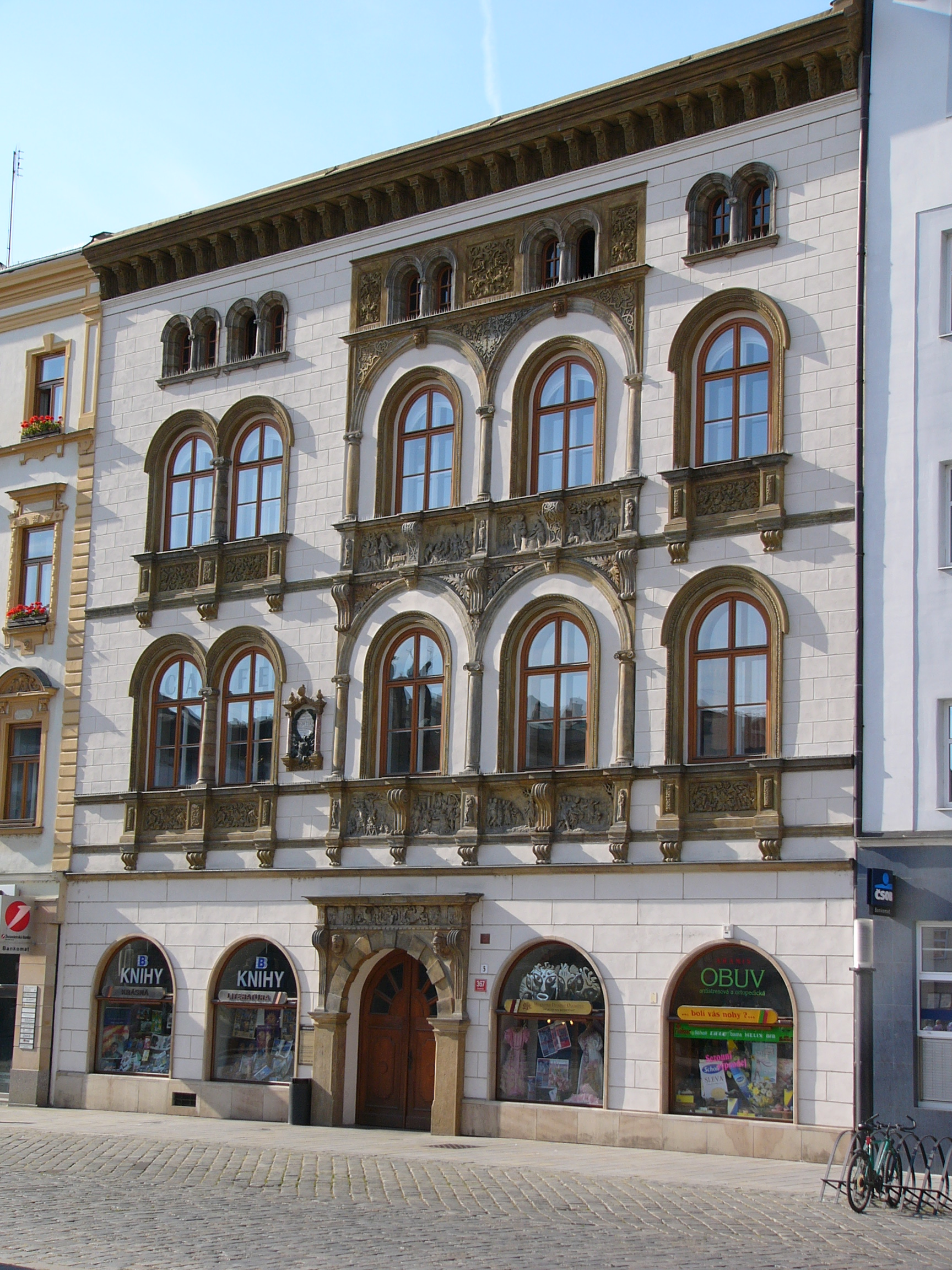
Façade du palais Edelmann.

### Patrimoine religieux
Très ancien centre religieux et citadelle de la Contre-Réforme, la ville (et ses alentours) possède de nombreuses églises et institutions religieuses des époques gothique et baroque, mais aussi du XIXe siècle. Les plus notables sont :
- La Cathédrale Saint-Venceslas (Katedrála sv. Václava), fondée au XIe siècle, totalement reconstruite en style gothique au XIIIe siècle (1204-1263). Elle apparaît cependant aujourd'hui pour l'essentiel comme une reconstruction néo-gothique (1883-1892), par l'architecte Gustav Meretta, à l'initiative de l'archevêque Bedřich z Fürstenberka (Friedrich von Fürstenberg en allemand). Elle conserve néanmoins un ensemble de chapelles baroques. Le monument revêt une importance particulière dans l'histoire tchèque car il est le lieu de l'assassinat le 4 août 1306 de Venceslas III de Bohême, décès qui marque la fin de la dynastie des Přemyslides et le début de l'hégémonie allemande sur la Bohème et la Moravie.
- L'église Saint-Maurice (Kostel sv. Mořice), principale église paroissiale de la ville basse, de fondation très ancienne (probablement avant l'an mil). Le sanctuaire apparaît aujourd'hui comme une vaste église halle tardo-gothique (XVe siècle). Sont remarquables la chapelle funéraire renaissance des Edelmann (1572) sur le flanc nord de la nef, et l'exceptionnel ensemble sculpté du XVe siècle du Christ au jardin des oliviers.

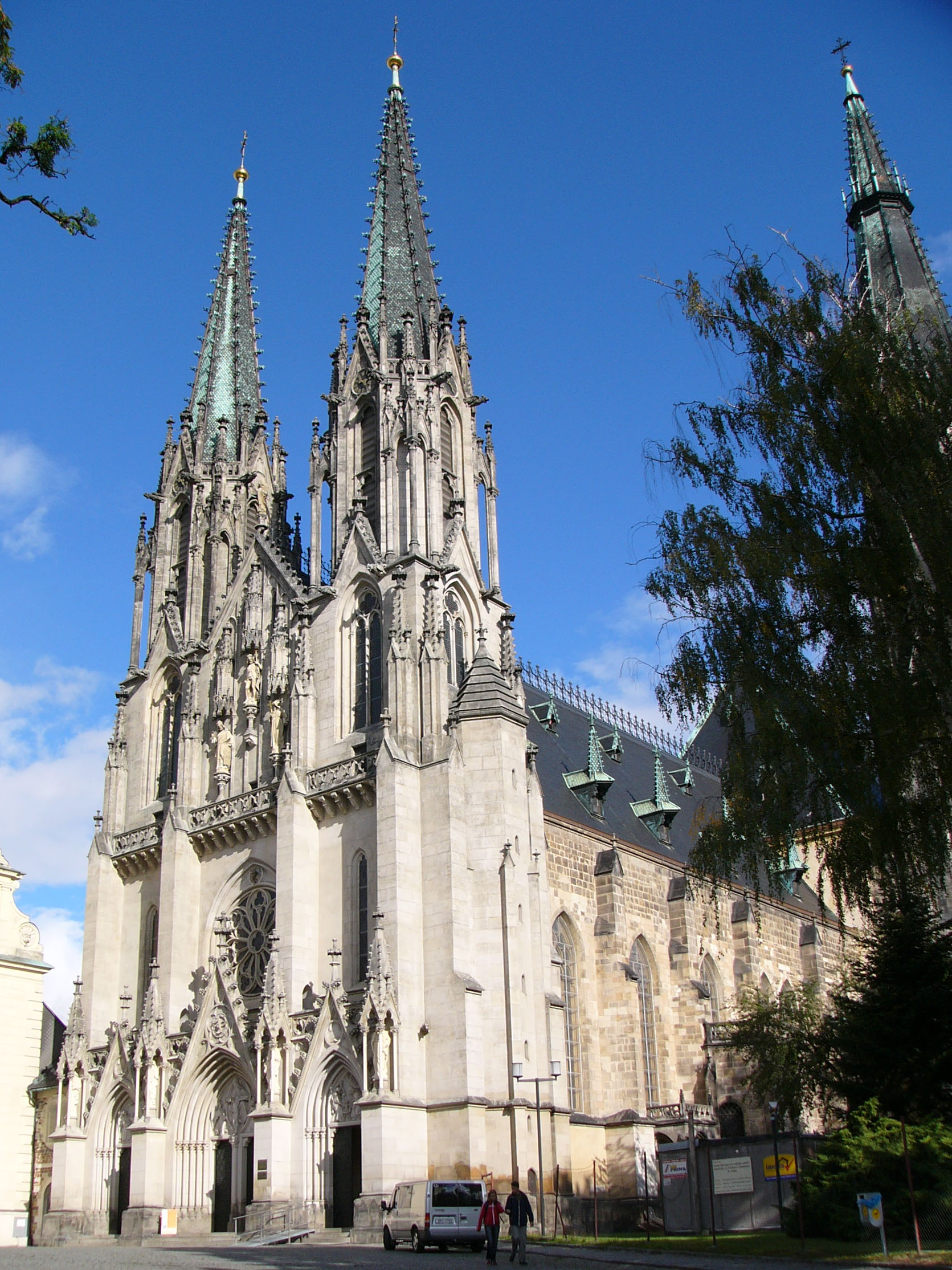
Cathédrale Saint-Venceslas.
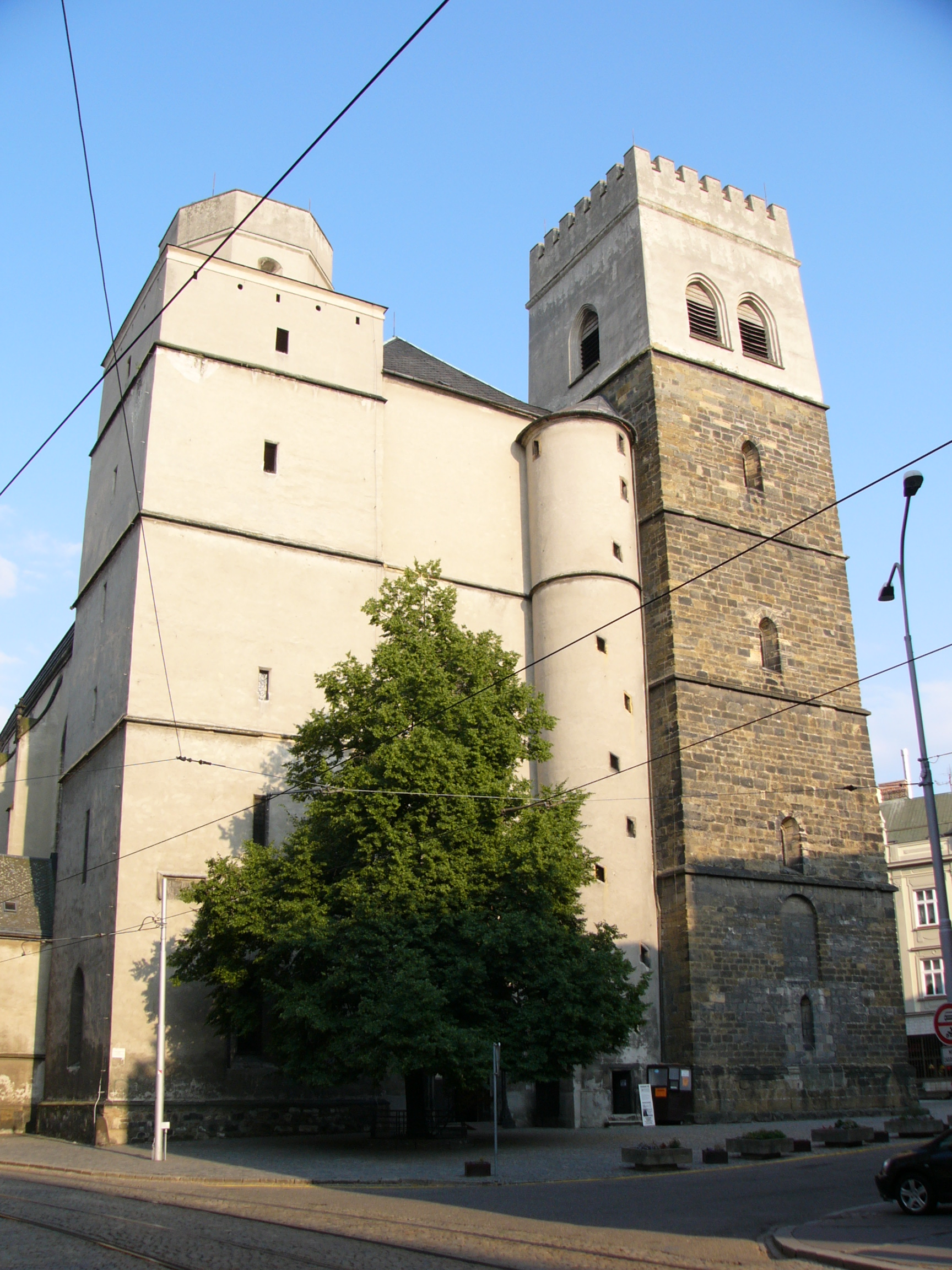
Église Saint-Maurice.
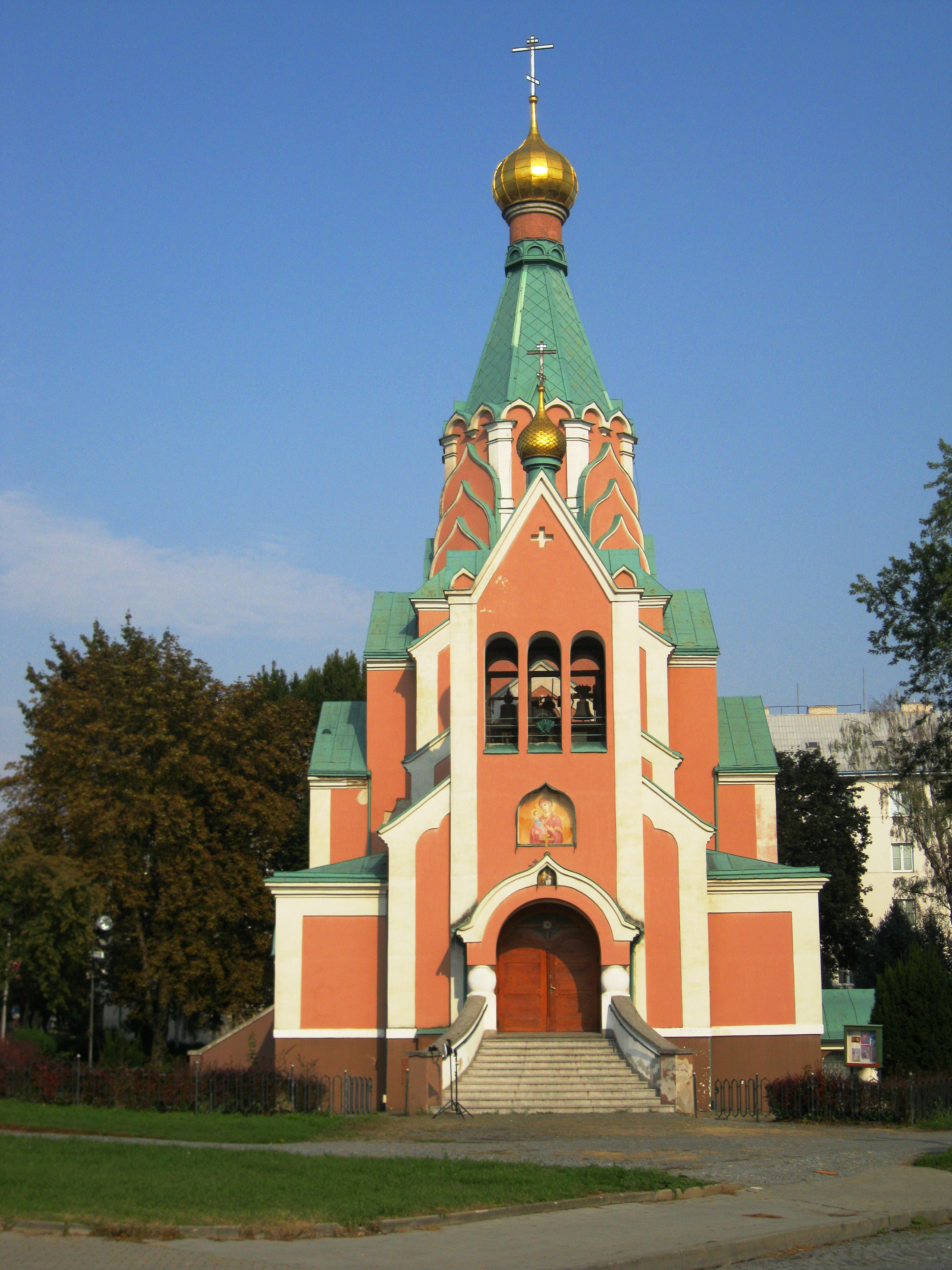
Église Saint-Gorazd.
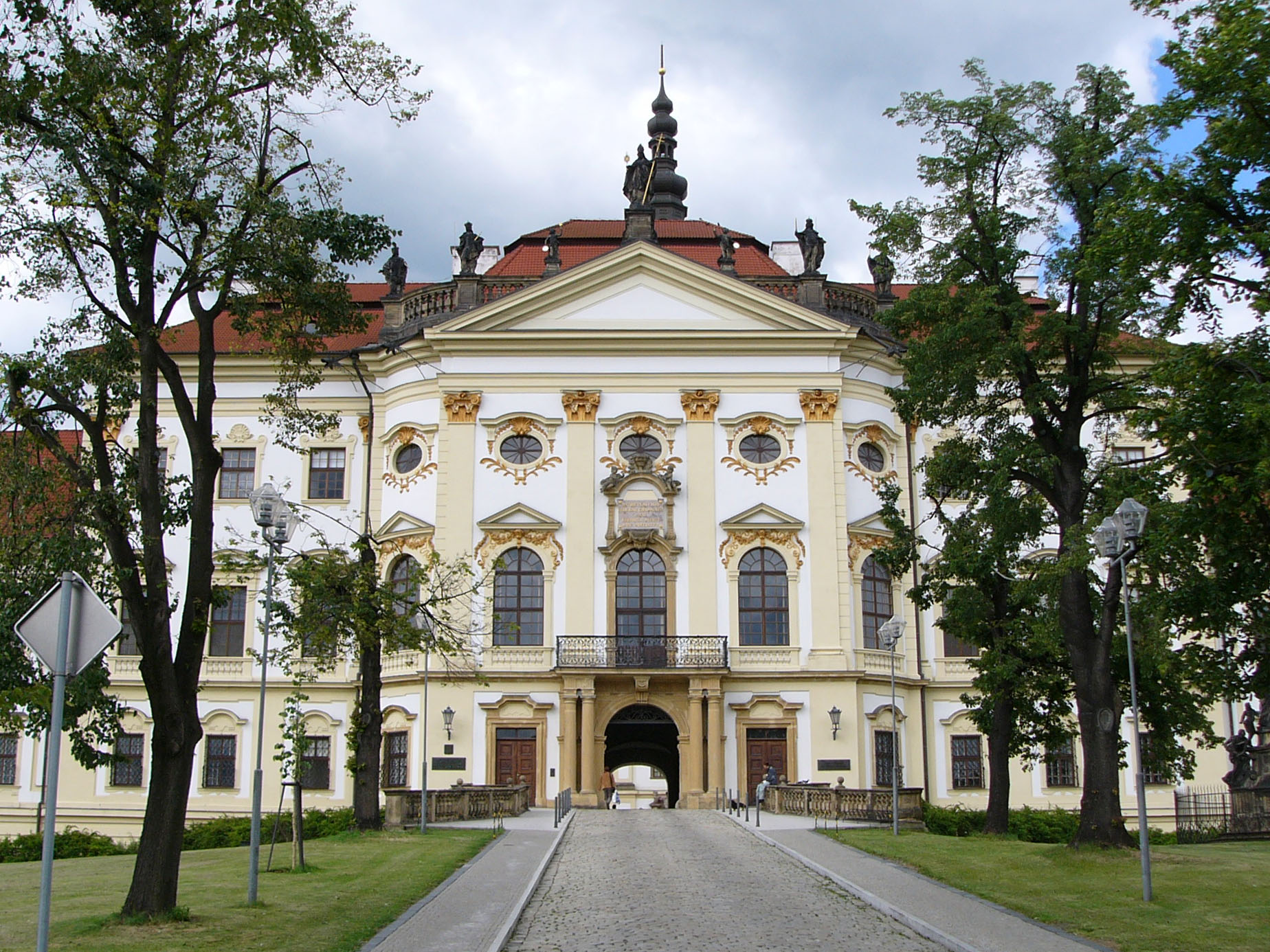
L'abbaye de Hradisko.

- L'église Saint-Michel Archange (Kostel svatého Michaela archanděla), église conventuelle (des Dominicains) d'origine gothique, totalement reconstruite à l'époque baroque (1673-1703) par l'architecte suisse (tessinois) Giovanni Pietro Tancalla. Une partie du cloitre et une chapelle (St Alexis) gothique ont été conservées. À côté de l'église, s'élève la curieuse chapelle néo baroque de Saint-Jean Sarkander (kaple sv. Jana Sarkandra), construite en 1909-1912 par l'architecte Eduard Sochor, à l'emplacement d'une ancienne prison. Elle honore un prêtre catholique, torturé à mort durant la guerre de Trente Ans et canonisé par le pape Jean-Paul II en 1995 lors de sa visite dans la ville.
- L'abbaye de Hradisko, (Klášter Hradisko), remarquable exemple d'architecture conventuelle baroque. Cet ancien monastère de prémontrés, fondé au XIe siècle a été totalement reconstruit en style baroque par Giovanni Pietro Tancalla et Domenico Martinelli. Il sert aujourd'hui d’hôpital militaire.

- La basilique Notre-Dame de la Visitation (Bazilika Navštívení Panny Marie) sur la Sainte butte (Svatý Kopeček), prévôté de l'abbaye de Hradisko et pèlerinage, élevée au rang de basilique mineure par Jean-Paul II. Ce remarquable ensemble baroque est dû à Giovanni Pietro Tancalla et Domenico Martinelli,, avec possible intervention de Jan Blažej Santini-Aichel.
- L'église cathédrale Saint-Gorazd II, siège de l'église orthodoxe autocéphale tchèque et slovaque, construite dans les années 1930 et dédiée à l'origine à un obscur saint slavon du IXe siècle. Elle est, depuis qu'il a été canonisé en 1987, consacrée à l'évêque local Gorazd exécuté par les nazis en 1942 pour fait de résistance.
- L'Église rouge, construite en 1901-1902 par l'architecte allemand Max Löwe pour la congrégation protestante de langue allemande de l'Église évangélique allemande en Bohême, en Moravie et en Silésie ; désaffectée en 1959, elle est cédée à la bibliothèque de l'Université Palacký et abrite les archives de cette bibliothèque.

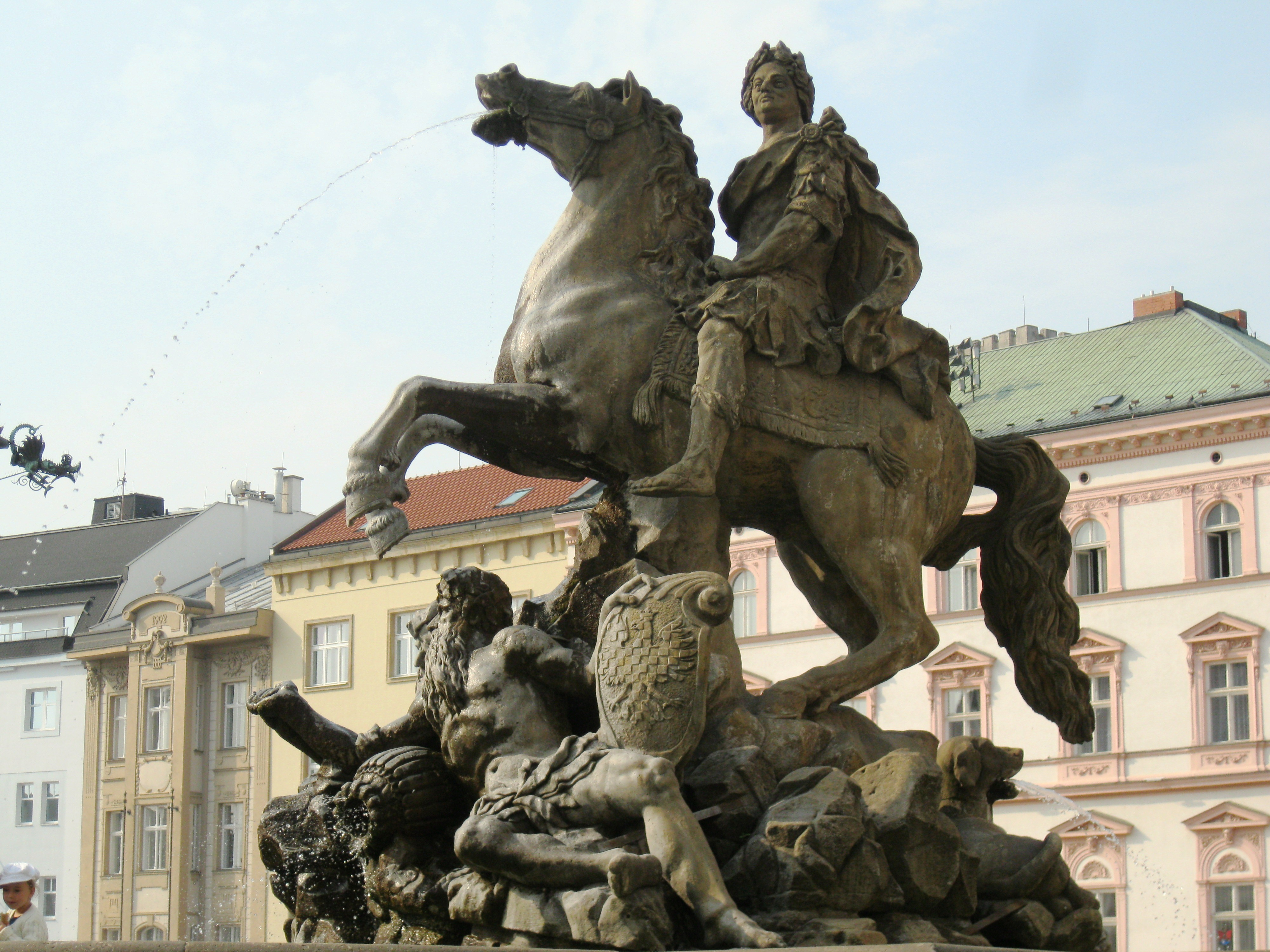
La fontaine de César.

### Fontaines
Un riche ensemble de fontaines a été édifié à l'époque baroque pour orner les places de la ville, et récemment restauré et complété :
- 1683 — Fontaine de Neptune (place Basse), par le sculpteur polonais Michael Mandík et le tailleur de pierres olomoucien Václav Schüler.
- 1687 — Fontaine d'Hercule (place Haute), id.
- 1707 — Fontaine de Jupiter (place Basse), par le sculpteur Václav Render.
- 1709 — Fontaine des Tritons (place de la République), id.
- 1725 — Fontaine de César (place Haute), id.
- 1727 — Fontaine de Mercure, par Václav Render et Filip Sattler.
- Milieu du XVIIIe siècle — Fontaine par Filip Sattler, restaurée en 2005 et réinstallée devant le cloître dominicain.
- 2003 — Fontaine d'Arion (place Haute), par le sculpteur Ivan Theimer.

## Économie
Une des plus importantes entreprises de la ville est la société M.L.S. Holice, fondée en 1922 et spécialisée dans la fabrication de moteurs électriques. Moravské elektrotechnické závody (MEZ) est privatisée en 1994 et devient une filiale de la société française Leroy-Somer, elle-même filiale de la société japonaise Nidec depuis 2017.

## Éducation

### Université
Miroir du déclin de la ville, l’université fondée en 1573 par la Compagnie de Jésus, est dissoute en 1860 par François-Joseph Ier. Rétablie en 1946, elle prend le nom d’université Palacký, en hommage à František Palacký, historien et homme politique tchèque qui a joué un rôle clé dans la renaissance culturelle et nationaliste tchèque au XIXe siècle.

### Lycées
La ville possède plusieurs lycées. Le plus important est le lycée slave d'Olomouc qui fait partie des dix lycées les plus prestigieux de la Tchéquie, notamment grâce à sa section franco-tchèque qui a fêté en 2015 ses 25 ans.

## Sports

### Hockey sur glace
L'équipe de hockey sur glace d'Olomouc évolue en 1re division depuis la saison 2014-2015. Le club a été le premier champion de Tchéquie lors de la saison 1993-1994.

### Athlétisme
Le semi-marathon d'Olomouc a lieu chaque année au mois de juin. Cette compétition est labellisée « or », par l'IAAF.

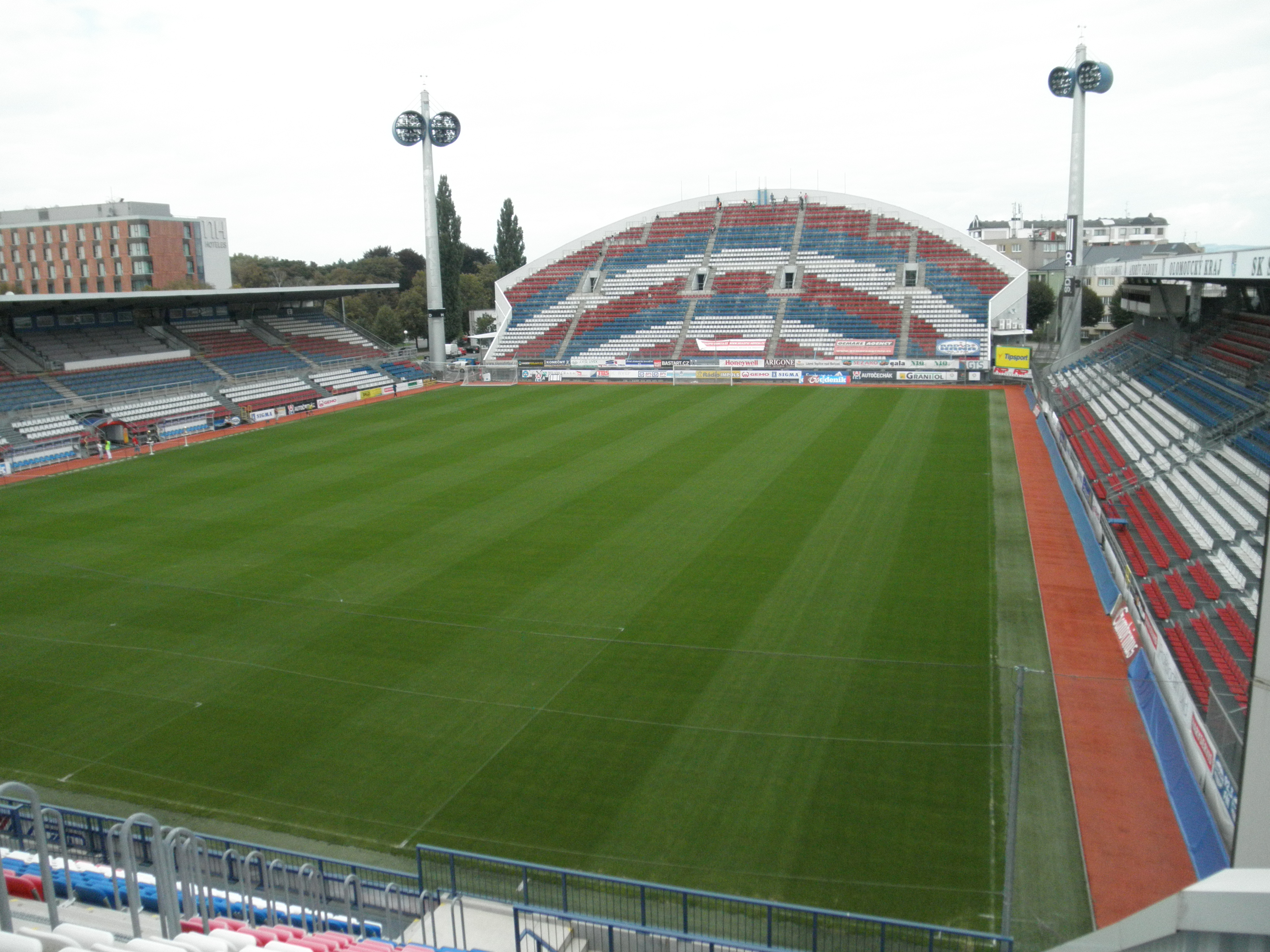
Le stade Andrův accueille les matchs du SK Sigma Olomouc.

### Football
Le Sigma Olomouc est un club de football qui évolue en 1re division du Championnat de Tchéquie de football et qui joue ses matchs au stade Andrův.
La ville accueille quatre matchs du Championnat d'Europe de football espoirs 2015.

### Tennis
La ville accueille depuis 2009 un tournoi de tennis féminin international organisé par l'ITF. La catégorie du tournoi a évolué au fil des années, passant d'un rang $10.000 en 2009 à un rang $75.000 en 2024. Parmi les lauréates du tournoi de simple, on peut citer Polona Hercog (2012), Barbora Krejcikova (2015) ou encore Fiona Ferro (2018).

## Transports
Par la route, Olomouc trouve à 20 km de Prostějov, à 77 km de Brno, à 94 km d'Ostrava et à 248 km de Prague.

### Train
La gare centrale d'Olomouc se situe sur la ligne ferroviaire du SC Pendolino entre Prague, Pardubice et Ostrava.

### Tramway
Le tramway d'Olomouc, circule depuis 1899 dans la ville d'Olomouc. Sept lignes forment un réseau d'une longueur de plus de 38 kilomètres.

## Personnalités
- Gilbert du Motier de La Fayette, dit La Fayette (1757-1834), emprisonné à Olomouc avec Jean-Xavier Bureau de Pusy (1750-1806) et Charles-César de Faÿ de La Tour-Maubourg (1756-1831) en mai 1795
- Georg Flegel (1566-1638), peintre
- Marek Heinz (né en 1977), footballeur tchèque
- David Juříček (né en 1974), handballeur
- Charles-Joseph de Lorraine (1680-1715), évêque
- Jiří Louda (1920-2015), peintre héraldiste
- Berthold Oppenheim (1867-1942), rabbin
- Jiří Paroubek (né en 1952), homme politique
- David Prinosil (né en 1973), joueur de tennis allemand, né dans cette ville
- Kamila B. Richter (née en 1976), artiste contemporaine germano-tchèque.
- Eva Romanová (née en 1946) et Pavel Roman (1943-1972), fratrie de champions mondiaux de patinage artistique
- Olga Taussky-Todd (1906-1995), née à Olomouc, mathématicienne
- Edgar G. Ulmer (1904-1972), réalisateur, scénariste, producteur et directeur de la photographie
- Karolína Muchová (née en 1996), joueuse de tennis professionnelle

## Jumelages
La ville d'Olomouc est jumelée avec :
- Antony (France)
- Vieille ville de Bratislava (Slovaquie)
- Cracovie (Pologne)
- Kunming (Chine)
- Lucerne (Suisse)
- Makarska (Croatie)
- Nördlingen (Allemagne)
- Owensboro (États-Unis)
- Pécs (Hongrie)
- Subotica (Serbie)
- Tampere (Finlande)
- Veenendaal (Pays-Bas)